# Tatobitský vrch
Tatobitský vrch (527 m n. m.) je vrch v okrese Semily Libereckého kraje, v Českém ráji. Leží asi 0,5 km severovýchodně od obce Tatobity na jejím katastrálním území.

## Geomorfologické zařazení
Vrch náleží do celku Ještědsko-kozákovský hřbet, podcelku Kozákovský hřbet, okrsku Komárovský hřbet, podokrsku Žlábecký hřbet a Kozákovské části.

## Přístup
Automobilem lze neblíže dojet k silničce Tatobity – Kozákov západně od vrchu. Severovýchodně vede červená turistická značka.